# Maike Meijer
Maike Meijer (Nijmegen, 29 april 1967) is een Nederlands actrice, scenarioschrijfster en televisieproducent.
Ze is vooral bekend van de absurdistische komedieserie Toren C. Voor die serie schreef Meijer ook het script, samen met Margôt Ros. Ze spelen in die serie ook de meeste typetjes zelf, in totaal ongeveer tachtig verschillende. Het script werd bekroond met de Lira Scenarioprijs.
Meijer studeerde in 1992 af aan de Toneelacademie Maastricht en kreeg in dat jaar de Henriëtte Hustinxs Prijs voor veelbelovendste studente. Vervolgens speelde ze rollen bij onder meer Het Nationale Toneel en de Paardenkathedraal, waaronder Midsummernightsdream die de Toneel Publieksprijs won. Verder had Meijer rollen in films als De jurk, Kleine Teun en De gelukkige huisvrouw, en had ze gastrollen in onder andere Baantjer en Lieve lust.
In de jaren 90 presenteerde Meijer met Jan Douwe Kroeske voor de VARA een seizoen lang het avontuurlijke jongerenprogramma Living Stone, dat vergelijkbaar is met Jules Unlimited.
Met Han Römer en Titus Tiel Groenestege schreef ze verschillende toneelvoorstellingen, waaronder Braak en Bermuda driehoek. Voor de Paardenkathedraal schreef ze Vier mannen uit 2003. Ook speelde ze een rol in de film Blijf! en is ze te zien als Fay in de film Gooische Vrouwen. In 2020 maakte ze haar romandebuut met Wen er maar aan, een tragi-komedie over verval en teloorgang.

## Privé
Maike Meijer is in 2010 getrouwd met voormalig regisseur Marc Braun. Samen hebben ze twee zoons, Thor (Thor Braun) en Mo.

## Filmografie
Televisieseries
- 1997: Baantjer - Manuela Hartman in 'De Cock en de taximoord'
- 2001: Luifel & Luifel
- 2004: Baantjer - Sandra in 'De Cock en de moord op afstand'
- 2006: Lieve lust - Mascha
- 2008-2020: Toren C - verschillende rollen
- 2013: Dokter Tinus - Carina
- 2015: Dagboek van een callgirl - meesteres Sirona
- 2019: Meisje van plezier - Liset
- 2024: Nieuw Zeer - verschillende rollen

Speelfilms
- 1998: Kleine Teun - jonge moeder
- 1999: Nachtvlinder (film) - Jonkvrouw Hinde Baldon
- 2010: De gelukkige huisvrouw - Brigit
- 2011: Blijf! - Sandra
- 2011: Gooische Vrouwen - Fay
- 2013: Soof - secretaresse
- 2015: Jack bestelt een broertje - Kyra
- 2019: Het irritante eiland - bibliothecaresse
- 2019: Wat is dan liefde - Judith
- 2022: Ome Cor - verzorger
- 2024: De z van zus - Dione
- 2024: Dit is geen kerstfilm - Elle

Scenarioschrijver/producent
- 2008-2020: Toren C

## Bestseller 60
| Boeken met noteringen in de Nederlandse Bestseller 60 | Jaar van verschijnen | Datum van binnenkomst | Hoogste positie | Aantal weken | Opmerkingen |
| ----------------------------------------------------- | -------------------- | --------------------- | --------------- | ------------ | ----------- |
| Wen er maar aan                                       | 2020                 | 11-11-2020            | 2               | 68           |             |

## Trivia
- Meijer maakt sinds 2013 met Frank Lammers reclame voor supermarktconcern Jumbo.[5]